# Yana (pad)
Yana (Sanskriet: Yāna) is een term uit het boeddhisme en hindoeïsme en heeft als zelfstandig naamwoord de betekenis van voertuig, reis, pad en als werkwoord gaan, zich bewegen, lopen of klimmen.
Yana is een metafoor van de spirituele beoefening van het pad of de reis. Oude teksten van beide religies spreken van doctrines en praktijken die betrekking hebben op een geheel van meerdere yana's.